# Гамарджвеба 1
Гамарджвеба 1 (груз. გამარჯვება 1) — село в Грузии, на территории Гардабанского муниципалитета края (мхаре) Квемо-Картли.

## География
Село находится в юго-восточной части Грузии, к востоку от реки Куры, на расстоянии приблизительно 18 километров (по прямой) к северо-северо-западу от города Гардабани, административного центра муниципалитета. Абсолютная высота — 483 метра над уровнем моря.

## Население
По результатам официальной переписи населения 2014 года в Гамарджвебе 1 проживало 313 человек (148 мужчин и 165 женщин). В национальной структуре населения грузины составляли 93,5 %, армяне — 3,5 %, азербайджанцы — 1,9 %.